# Petrus Kiers
Petrus Kiers (Het Groeneveld nabij Meppel, 5 januari 1807 - Amsterdam, 17 november 1875) was een Nederlandse kunstschilder, tekenaar, graficus en fotograaf.

## Leven en werk
Kiers werd in 1807 in Het Groeneveld nabij Meppel geboren als zoon van Laurens Kiers en Catarina de Vries. Hij werd op 1 februari 1807 gedoopt en ingeschreven in het doopregister van Kolder- en Dinxterveen. Kiers kreeg les van de in 1830 aan de tering overleden schilder Douwe de Hoop, een schilder die bekend was vanwege zijn kaarslichtvoorstellingen. Kiers volgde in de jaren 1825 en 1826 een opleiding aan de Amsterdamse Kunstacademie. Kiers schilderde zowel portretten, stillevens, genrevoorstellingen en stadsgezichten. Hij heeft vooral bekendheid gekregen door zijn geschilderde taferelen bij kaars- of lamplicht en landschappen bij maanlicht. Kiers werkte voornamelijk in Amsterdam, maar heeft rond de jaren zestig van de 19e eeuw ook in het Drentse Assen gewerkt. Kiers was lid van het kunstenaarsgenootschap Arti et Amicitiae in Amsterdam. In 1856 werd hij benoemd tot lid van de Koninklijke Akademie van Beeldende Kunsten. Zijn werk werd onder andere geëxposeerd in Amsterdam, Parijs en New York. Hij gaf les aan de schilderessen Henriëtte Addicks en Maria Vos. Naast kunstschilder was Kiers ook fotograaf. Hij werkte tot 1864 als fotograaf samen met Johann Benjamin Snoek onder de naam de firma Snoek en Kiers. Na het overlijden van zijn zakenpartner werd het fotografieatelier in 1865 overgenomen door H.C. Donk & Co. Ook in Assen bezat Kiers een "photografisch atelier".
Werk van Kiers bevindt zich onder meer in de collecties van het Rijksmuseum Amsterdam, het Drents Museum, het Teylers Museum, het Letterkundig Museum, het Legermuseum en het Amsterdam Museum.
Kiers trouwde op 20 april 1837 te Amsterdam met de dochter van de kunstschilder Casparis Haanen en Isabella Sangster, de schilderes Elisabeth Alida Haanen (1809-1845). Zowel hun zoon zoon George Lourens als hun dochter Catharina werden net als hun ouders kunstschilder. Na het overlijden van zijn vrouw hertrouwde Kiers op 4 april 1850 te Amsterdam met zijn nicht Antonia Bregitta Johanna Altius (1813-1879).
Petrus Kiers overleed in november 1875 op 68-jarige leeftijd in zijn woonplaats Amsterdam.

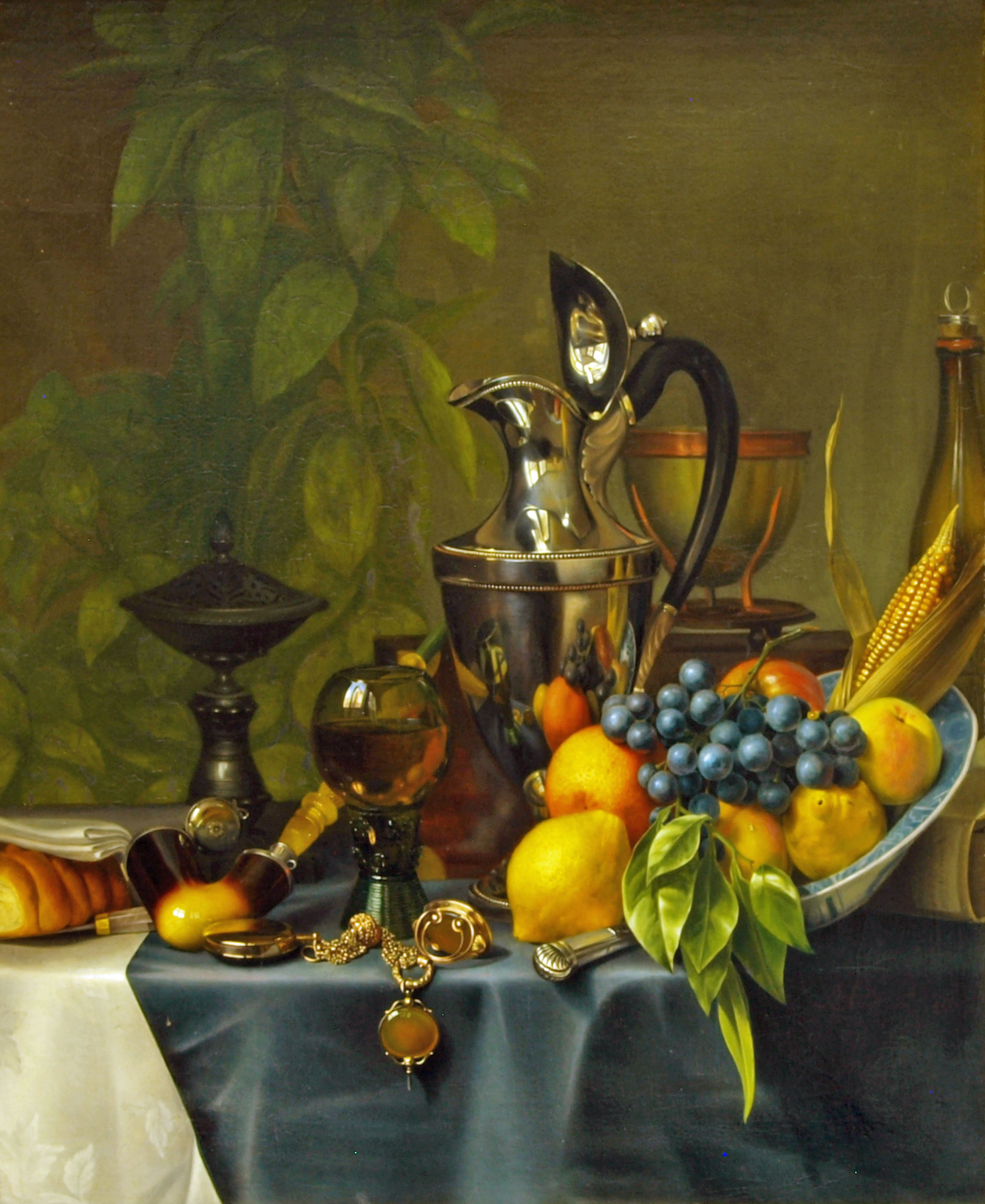
Stilleven (1830)
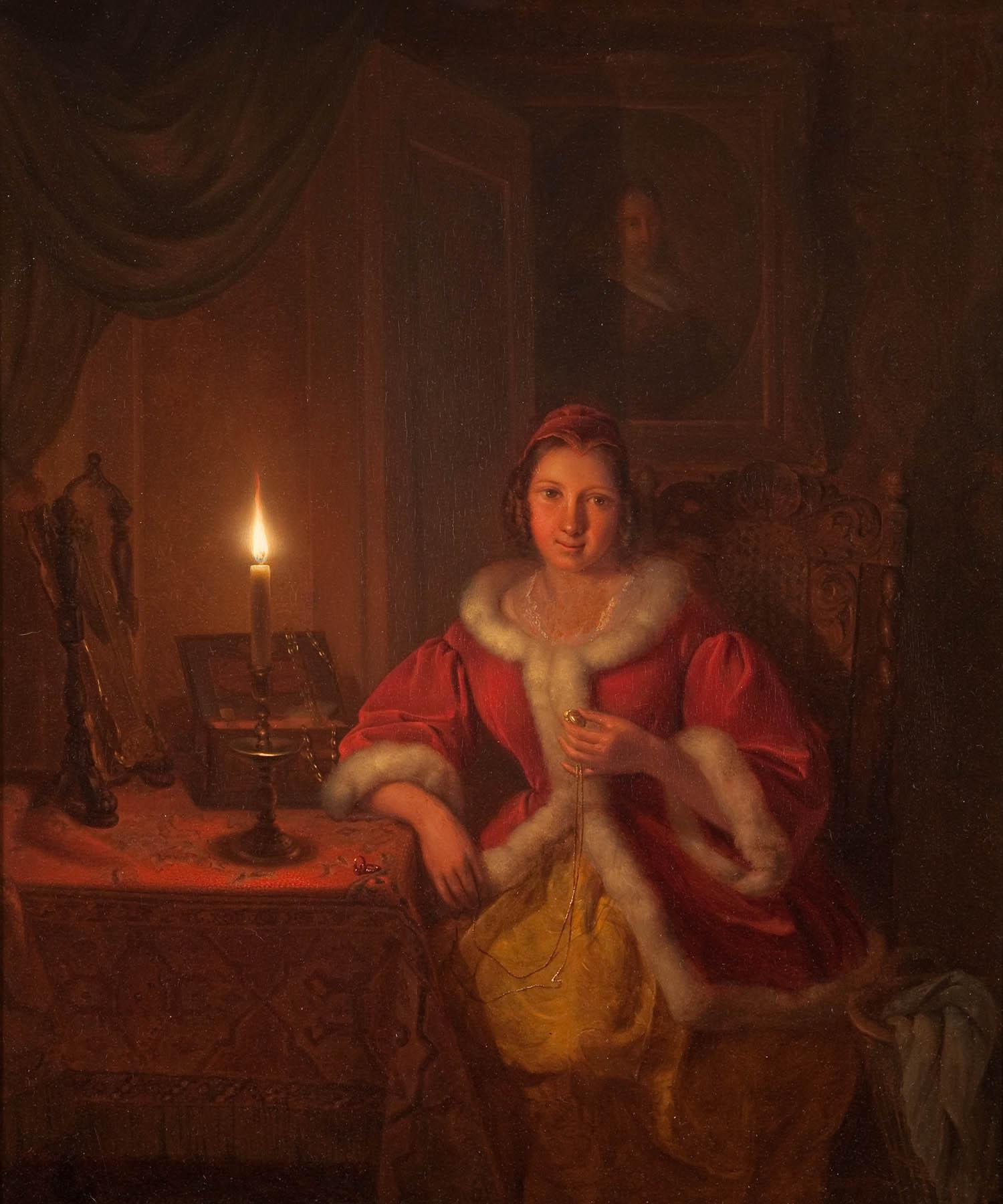
Kaarslichttafereel in boudoir (1841)
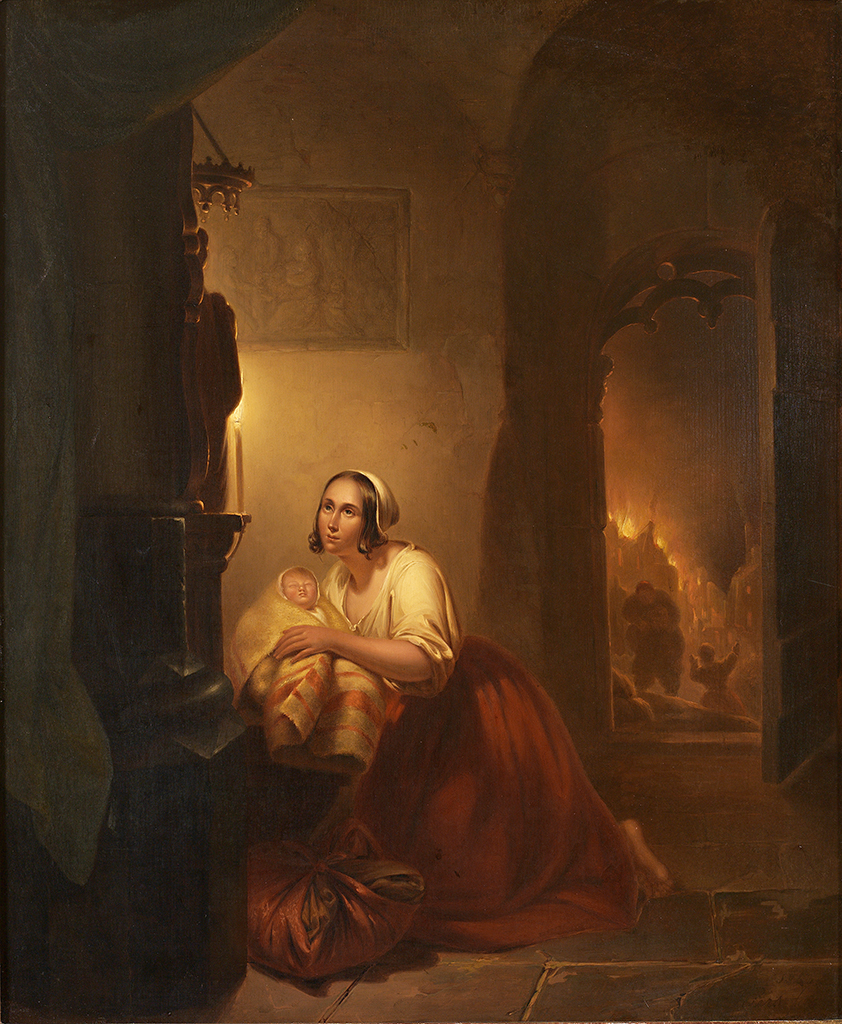
Moeder en kind in de kerk (1863)
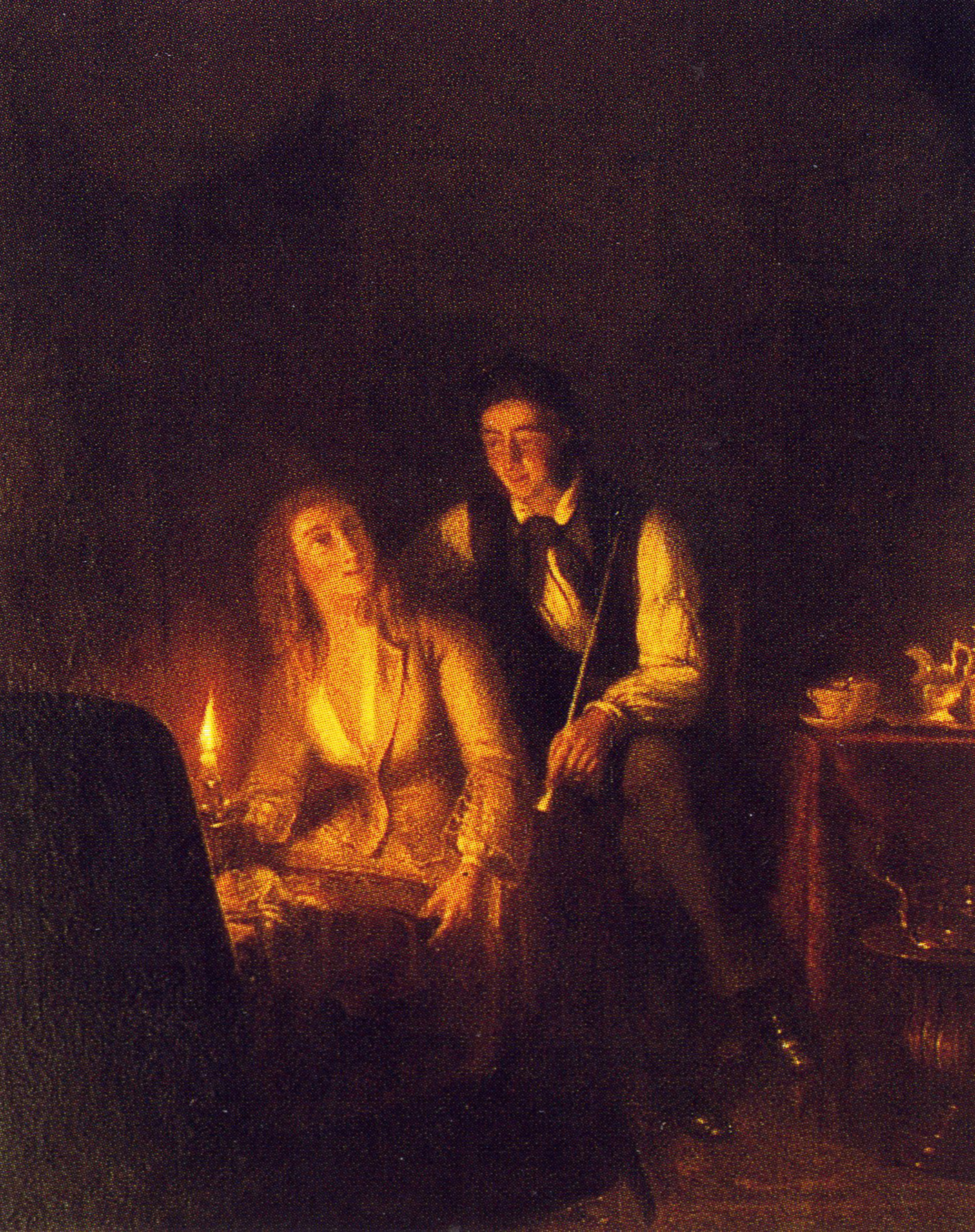
Bij kaarslicht
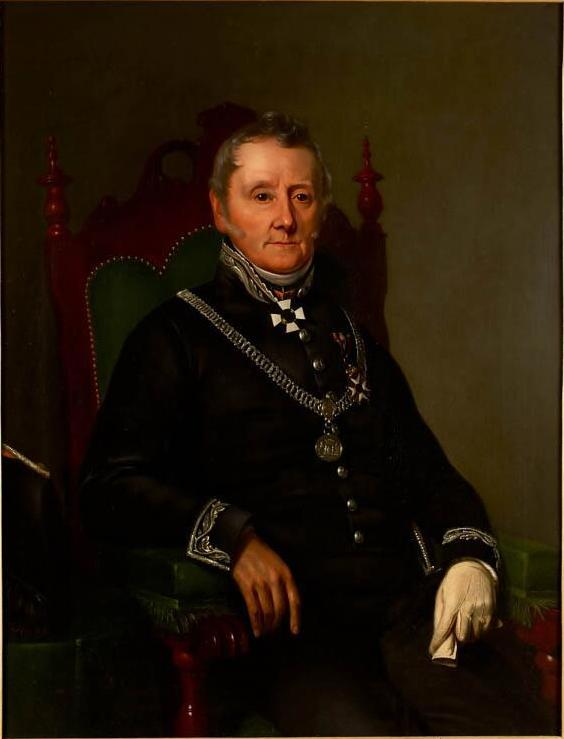
Portret van Hendrik Jan Oosting
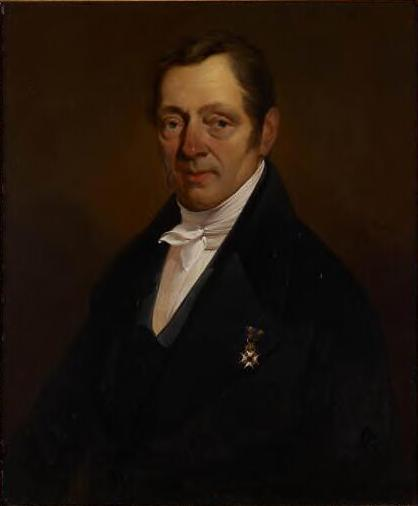
Portret van Wolter Hendrik Hofstede

- Biografisch Portaal: 79554134
- Gemeinsame Normdatei: 1025348524
- International Standard Name Identifier: 0000 0000 6812 8255
- Nederlandse Thesaurus van Auteursnamen: 070084572
- PIC: 337704
- RKD-Nederlands Instituut voor Kunstgeschiedenis: 44291
- Union List of Artist Names: 500031298
- Virtual International Authority File: 95874505
- WorldCat: E39PBJwmXGWRf94bPm3MPXtMyd